# Reino de Islandia
El Reino de Islandia fue una monarquía constitucional que duró desde el 1 de diciembre de 1918, hasta el 17 de junio de 1944, cuando se estableció la república tras un referéndum nacional.

## Historia

### Origen en el gobierno danés
Islandia había estado bajo el control de la Corona danesa desde 1380, aunque formalmente fuera una posesión noruega hasta 1814. En 1874, mil años después del primer asentamiento que se conoce, Noruega reconoció en primer lugar que Dinamarca concedía a Islandia cierta autonomía, ampliada en 1904. La Constitución fue escrita en 1874 y revisada en 1903, y un Ministro de Asuntos Islandeses, con residencia en Reikiavik, se hizo cargo del Althing, el parlamento islandés.

### Creación del Reino
El Acta de Unión, un acuerdo del 1 de diciembre de 1918 con Dinamarca, Islandia es reconocida como un Estado plenamente soberano, unido a Dinamarca bajo un rey común. El Reino de Islandia diseñó su propia bandera y le pidió a Dinamarca que la representara en sus relaciones exteriores y en la defensa de sus intereses. La ley sería revisada en 1940 y podría ser revocada tres años más tarde, si no se llegara a un acuerdo.

### Segunda Guerra Mundial

#### Ocupación británica
La ocupación de Dinamarca por los alemanes el 9 de abril de 1940 cortó las comunicaciones entre Islandia y Dinamarca. Como resultado, el 10 de abril, el Parlamento de Islandia (el Alþingi), encargado de tomar el control de los asuntos exteriores, nombró un gobernador provisional, Sveinn Björnsson, que más tarde se convirtió en el primer presidente de la república. Durante el primer año de la Segunda Guerra Mundial, Islandia no cumplió estrictamente una posición de neutralidad, adoptando las medidas en contra de ambas fuerzas (británicas y alemanas) que violaron las leyes de neutralidad. El 10 de mayo de 1940, la Operación Fork se puso en marcha y las fuerzas militares del Reino Unido iniciaron una invasión, entrando con barcos en el puerto de Reikiavik. El gobierno de Islandia publicó una protesta contra lo que llamó una "flagrante violación" de su neutralidad. El día de la invasión, el primer ministro Hermann Jónasson leyó un anuncio por radio diciendo que los islandeses debían tratar a las tropas británicas con cortesía, como invitados. La ocupación aliada de Islandia iba a durar durante toda la guerra.
En el pico de su ocupación de Islandia, el Reino Unido contaba con unos 25 000 soldados estacionados en la isla; tal incremento de población casi acabó con el desempleo en el área de Reikiavik y otros lugares de importancia estratégica. En julio de 1941 la responsabilidad de la defensa de Islandia pasó a los Estados Unidos de América en virtud de un acuerdo de defensa entre ambos países. El Reino Unido necesitaba todas las fuerzas que pudiese reunir más cerca de casa y por lo tanto obligó al Alþingi a aceptar una fuerza de ocupación de EE. UU. Hasta 40 000 soldados estuvieron estacionados en la isla, superando en número a todos los hombres maduros de Islandia, que en ese momento tenía una población de alrededor de 120 000.

#### Declaración de la República
Tras un referéndum el 24 de mayo de 1944, Islandia se convirtió formalmente en una república independiente el 17 de junio de 1944. Dinamarca estaba todavía ocupada por la Alemania nazi, pero a pesar de ello, el rey danés, Cristián X, envió un mensaje de felicitación al pueblo de Islandia.